# Korn III - Remember Who You Are
Korn III — Remember Who You Are — дев'ятий студійний альбом американського гурту Korn, виданий влітку 2010 року лейблом Roadrunner Records.

## Трек-лист
1. «Uber-Time» 1:29
2. «Oildale (Leave Me Alone)» 4:43
3. «Pop a Pill» 4:00
4. «Fear Is a Place to Live» 3:09
5. «Move On» 3:48
6. «Lead the Parade» 4:24
7. «Let the Guilt Go» 3:56
8. «The Past» 5:06
9. «Never Around» 5:29
10. «Are You Ready to Live?» 3:59
11. «Holding All These Lies» 4:37